# Оранжев тъкач
Оранжев тъкач (Euplectes franciscanus) е африканска птица от семейство Тъкачови.

## Описание
Птицата е с добре изразен полов диморфизъм. Тялото е с дължина 13-15 cm. Мъжките са с оранжева шия и опашка, а главата, човката, гърдите и тялото са черни. Крилата са сиво-кафяви. Женските са по-дребни и са със сиво-кафяво оперение.

## Разпространение
Разпространена е в Африка в района на юг от Сахара до екватора. Птицата е интродуцирана и в някои карибски острови като Пуерто Рико, Мартиника, Гваделупа и други.

## Начин на живот и хранене
Птицата обитава високи пасища и ливади близо до водни източници. Храни се със семена и някои насекоми.

## Размножаване
Тя строи сферично гнездо във високата трева. Снася 2 – 4 яйца в него.